# Rhodothraupis
Rhodothraupis is een geslacht van vogels uit de familie van de kardinaalachtigen (Cardinalidae). De wetenschappelijke naam van het geslacht is voor het eerst geldig gepubliceerd in 1898 door Ridgway.

## Soorten
De volgende soort is bij het geslacht ingedeeld:
- Rhodothraupis celaeno (Roodkraagkardinaal) (Deppe, 1830)